# Porfiri Krylov (kunstenaar)
Porfiry Nikititsj Krylov (Gouvernement Toela, 1902 - Moskou, 1990) was een Russische beeldend kunstenaar. Hij werd bekend als lid van het collectief Koekryniksy, dat vermaard werd door zijn karikaturen waarin onder meer fascistische leiders als Hitler werden aangepakt. Daarnaast was hij ook werkzaam als schilder van portretten, landschappen en stillevens.
Met Michail Koeprijanov en Nikolaj Sokolov maakte hij vanaf rond 1924 politieke prenten voor kranten en (satirische) bladen als Krokodil. Na de opkomst van het fascisme kreeg het collectief voor zijn tekeningen internationaal lof toegezwaaid. Vooral tijdens de Grote Vaderlandse Oorlog maakte de groep posters en bijtende tekeningen die als ansichtkaart achter het Duitse front werden afgeworpen.
Krylov studeerde aan Vchoetemas, de hogeschool voor kunst en techniek in Moskou, waar hij de andere groepsleden had ontmoet. Hij studeerde er onder A.A. Osmerkin, A.V. Sjevsjenko en P.P. Kontsjalovski. Hij kreeg in zijn land veel staatsprijzen. Zijn werken bevinden zich onder meer in Tretjakovgalerij in Moskou en Uffizi in Florence (een zelfportret).
- Gemeinsame Normdatei: 118567314
- International Standard Name Identifier: 0000 0000 7858 4828
- Library of Congress Control Number: n81116815
- Nationale Bibliotheek van Letland: 000114469
- Nationale Bibliotheek van Tsjechië: skuk0000725
- RKD-Nederlands Instituut voor Kunstgeschiedenis: 212092
- Système universitaire de documentation: 116241837
- Union List of Artist Names: 500058005
- Virtual International Authority File: 77108018
- WorldCat: E39PBJc7WRhHYRhYF77Y6Ybrv3